# Outi Lundén
Outi Marjatta Lundén, född 10 december 1940 i Helsingfors, är en finländsk-svensk legitimerad psykolog. 
Lundén, som är dotter till professor Veikko Linnaluoto och filosofie magister Taimi Raita, blev filosofie kandidat vid Uppsala universitet 1964 och filosofie licentiat där 1974. Hon var amanuens på pedagogiska institutionen i Uppsala 1965, assistent där 1965–1973, extra universitetslektor där 1969–1972, extra universitetslektor i beteendevetenskapliga institutionsgruppen 1972–1977, studierektor 1972–1977, studierektor på institutionen för tillämpad psykologi 1977–1982, psykolog (deltidsvikarie) på Akademiska sjukhuset 1980–1986 och högskolelektor på institutionen för tillämpad psykologi vid Uppsala universitet från 1977. Hon blev prefekt för institutionen för tillämpad psykologi 1982, ordförande i jämställdhetskommittén vid Uppsala universitet 1983, ledamot av fakultetsstyrelsen 1987 och dekanus för samhällsvetenskapliga fakulteten 1999.
Lundén har bedrivit vetenskaplig verksamhet inom området klinisk psykologi. Hon tilldelades 2003 den äldre Gustaf Adolfsmedaljen för hennes insatser som prefekt för institutionen för psykologi, för hennes tid som dekanus för den samhällsvetenskapliga fakulteten samt för att hon under många år lett universitetets styrgrupp för samverkan inom företagshälsovården.